# هوبير فيشر
هوبير فيشر (بالإنجليزية: Hubert Fisher)‏ هو محامي وسياسي أمريكي، ولد في 6 أكتوبر 1877 في ميلتون في الولايات المتحدة، وتوفي في 16 يونيو 1941 في نيويورك في الولايات المتحدة. حزبياً، نشط في الحزب الديمقراطي. وقد انتخب عضو مجلس ولاية تينيسي وانتخب عضو مجلس النواب الأمريكي.